# Neue Zeitschrift für Strafrecht
Die Neue Zeitschrift für Strafrecht (Abkürzung: NStZ) ist eine deutsche rechtswissenschaftliche Zeitschrift, die monatlich im Verlag C.H.Beck erscheint (Format: DIN A4) und 1981 aus dem strafrechtlichen Teil der Neuen Juristischen Wochenschrift hervorgegangen ist, und die Klaus Miebach 1981 gegründet und über viele Jahre als Schriftleiter gestaltet und fortentwickelt hat. Zusätzlich erscheint seit 1996 monatlich der Rechtsprechungsreport (NStZ-RR) als eigenständige Zeitschrift.
Die NStZ publiziert Aufsätze zum Strafrecht, Ordnungswidrigkeitenrecht, Strafprozessrecht, Jugendstrafrecht, Strafvollzug und Nebenstrafrecht und eine breite Rechtsprechung zu den Themengebieten.
Zum Herausgeberkreis gehörte der verstorbene Generalbundesanwalt (GBA) Kurt Rebmann. Die aktuellen Herausgeber sind Hans Dahs, Thomas Dittmann, Richter am Bundesgerichtshof (BGH) a. D. Thomas Fischer, Margarete von Galen, Monika Harms, Markus Jäger, Christoph Knauer, Daniel Krause, Otto Lagodny, Herbert Landau, Klaus Letzgus, Klaus Miebach, Helmut Satzger, Hartmut Schneider, Thomas Ullenbruch und Gunter Widmaier.
Auf einzelne Artikel verweist man durch Angabe des Kürzels „NStZ“, des Jahrgangs und der Seite. Bei Verweisen auf Gerichtsentscheidungen, die in der NStZ abgedruckt worden sind, wird zusätzlich das Gericht genannt. So steht beispielsweise die Angabe „LG Karlsruhe NStZ 2005, 451 ff.“ für ein Urteil des Landgerichts Karlsruhe („Karlsruher Autobahnraser“), das im Jahrgang 2005 ab Seite 451 abgedruckt wurde.